# 索洛夫伊 (盧吉尼區)
51°4′22″N 28°31′55″E / 51.07278°N 28.53194°E
索洛夫伊（烏克蘭語：Солов'ї），是烏克蘭北部的村莊，隸屬日托米爾州的科羅斯滕區。該村始建於1856年，面積1.74平方公里，海拔高度188米，2001年人口191，人口密度每平方公里109.77人。